# Омсукчанлаг
Омсукчанла́г (Омсукча́нский исправи́тельно-трудово́й ла́герь) — лагерное подразделение, действовавшее в структуре Дальстрой.

## История
Омсукчанлаг был организован как лагерное отделение в 1951 году. В 1952 году был преобразован в исправительно-трудовой лагерь. Управление Омсукчанлага размещалось в рабочем поселке Омсукчан, Магаданская область. В оперативном командовании оно подчинялось первоначально Главному управлению исправительно-трудовых лагерей Дальстрой, а позднее — Управлению северо-восточных исправительно-трудовых лагерей Министерства юстиции СССР (УСВИТЛ МЮ) (позднее УСВИТЛ передан в систему Министерства внутренних дел).
Омсукчанлаг прекратил своё существование в 1956 году.

## Производство
Основным видом производственной деятельности поселка и Омсукчанского района была добыча золота и олова, работа на обогатительной фабрике, дорожное и промышленное строительство.

## Начальники
- полк. Логунов Н.М., с 11.05.1950 по 15.11.1951
- инж.-п/п в/с Жиленко И.М., ? — по 29.10.1952 (упом. 28.11.1951, 10.07.1952)
- инж.-майор в/с Бочковский В.М., с 29.10.1952 — ? (упом. 24.11.1952)
- майор Кратосюк ?.?. (упом. 01.08.1953)